# Black Scorpion 2: Aftershock
Pour plus de détails, voir Fiche technique et Distribution.
Black Scorpion 2: Aftershock (ou Black Scorpion 2 en français) est un téléfilm américain réalisé par Jonathan Winfrey diffusé le 13 mai 1997  à la télévision sur Showtime. Il a été produit par Roger Corman. 

## Synopsis
Black Scorpion est de retour pour affronter le vilain Gangster Prankster ainsi qu'une super vilaine Aftershock afin de sauver Angel City de la destruction.

## Fiche technique
- Titre original : Black Scorpion 2: Aftershock
- Titre alternatif :
- Titre français : Black Scorpion 2
- Réalisation : Jonathan Winfrey
- Scénario : Craig J. Nevius d'après une idée de Roger Corman
- Direction artistique : Joe Lemmon
- Création des décors : Trae King
- Montage : Louis Cioffi
- Directeur de la photographie : Mark Kohl
- Distribution : Jan Glaser
- Musique : Kevin Kiner
- Création des maquillages : Robert Hall, Roxy d'Alonzo et Nicola Zvorsky
- Effets spéciaux visuels : Perry Harovas
- Producteur : Roger Corman
- Co-productrice : Joan Severance
- Producteurs exécutifs : Craig J. Nevius et Lance H. Robbins
- Compagnies de production : Concorde New Horizons
- Compagnie de distribution : Concorde Pictures
- Pays d'origine :  États-Unis
- Langue : Anglais Mono
- Format : Couleurs - 35 mm - Son mono - 1.33 Plein écran
- Genre : fantastique, action
- Durée : 85 minutes
- Dates de sortie :

États-Unis : 13 mai 1997 (télévision)

## Distribution
- Joan Severance : Darcy Walker / Black Scorpion
- Whip Hubley : Michael Russo
- Stephen Lee : Capitaine Strickland
- Terri J. Vaughn : Tender Lovin' Veronica
- Garrett Morris : Argyle Sims
- Matt Roe : Le maire Artie Worth
- Sherrie Rose (en) : Professeur Ursula Undershaft / Aftershock
- Stoney Jackson : Luther / Gangster Prankster
- Steven Kravitz : Slugger
- Shane Powers : Specs
- Carl Banks : Grimace
- David Harris (en) : Heckler
- Christina Solis : Bonita Bradley
- Laura Harring : Babette
- Scott Valentine : Dick
- Linda Hoffman : Jane
- Jeannie Millar : Giggles
- Kimberly Rowe : Divina

## Commentaires
- Il s'agit de la suite de Black Scorpion diffusée en 1995 sur Showtime.
- Le personnage de Gangster Prankster a des similitudes avec Le Joker, l'ennemi de Batman.
- Michael Russo est joué par un acteur différent.
- Le personnage a eu droit à une série télévisée en 2001 intitulée Black Scorpion avec une actrice différente.

## Sortie DVD
- États-Unis :

Le film a fait l'objet d'une sortie sur le support DVD.
- Black Scorpion II (DVD-9 Keep Case) sorti le 23 janvier 2001 édité par New Concorde et distribué par Buena Vista Home Entertainment. Le ratio image est en 1.33:1 plein écran 4:3. L'audio est en Anglais 2.0 mono. La durée du film est de 85 minutes. En suppléments le making of de la série Black Scorpion présenté par Adam West, des biographies des acteurs et des bandes annonces de l'éditeur. Il s'agit d'une édition Zone 1 NTSC. ASIN B000053VBW